# 梁村乡 (南乐县)
梁村乡，是中华人民共和国河南省濮阳市南乐县下辖的一个乡镇级行政单位。

## 行政区划
梁村乡下辖以下地区：
梁村、宋庄村、申庄村、东郭村、大郭村、张村、西王村、安庄村、梁村铺村、邵庄村、千佛村、吴村、前翟村、后翟村、袁庄村、孙庄村、北张庄村、韩庄村、玉皇庙村、吴家庄村和西崇町村。